# Casa Boldún
La Casa Boldún es un edificio situado en la calle Pérez Pujol número 3 esquina con la calle Correos número 8 en la ciudad de Valencia (España). Es obra del arquitecto valenciano Antonio Martorell Trilles.

## Edificio
El edificio es un proyecto del arquitecto Antonio Martorell Trilles realizado en 1914. Su estilo arquitectónico es el modernismo valenciano. Consta de planta baja y cuatro alturas.
Del conjunto arquitectónico, destaca en la fachada su elaboración en piedra que contrasta con los azulejos de color verde, la rica y cuidada ornamentación modernista valenciana con influencia de la corriente austriaca Sezession y las esculturas en piedra de la primera planta, junto a los balcones. La fachada está rematada en su parte superior por pilastras con decoración vegetal. 
Cuenta en la primera planta con singulares ventanales tripartitos en las fachadas recayentes a la calle Pérez Pujol y calle Correos. Es de reseñar también la disposición en forma de espiga de las barandillas en forja de hierro de los balcones.
Respecto al encargo de la edificación del edificio es probable que se realizase a instancias de la familia de la afamada actriz sevillana Elisa Boldún, que se retiró de los escenarios y se afincó en Valencia al contraer matrimonio. Su hijo, Salvador Pascual Boldún, fue un reputado fotógrafo de la época que se hizo cargo del estudio del fótografo Antonio García Peris, pasando a denominarse Casa García-Boldún. Dicho estudio se encontraba muy cercano a Casa Boldún, en la actual plaza del Ayuntamiento.

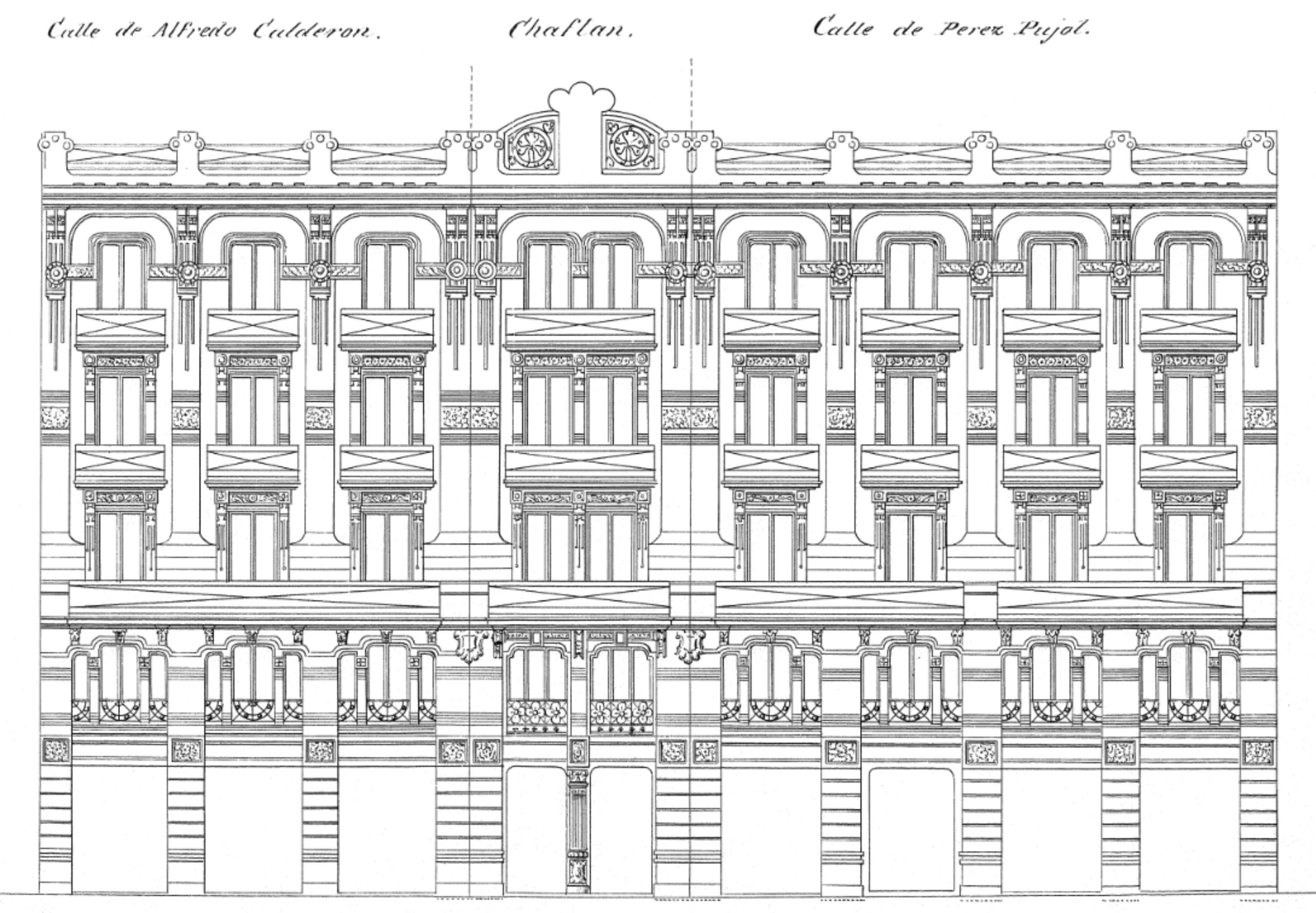
Plano de la fachada de Casa Boldún